# Kennedy-Methode
Die Kennedy-Methode wird auch die Crealern-Methode genannt. Sie ist eine Therapie zur Behandlung von Teilleistungsstörungen und basiert auf den Erkenntnissen des Stuttgarter Neurologen und Kinderpsychiaters Fritz Held. Held geht davon aus, dass die Lese-Rechtschreibschwäche und die Rechenschwäche vor allem biologische Ursachen haben. Die Methode versucht einen spielerischen Ansatz um die Grundelemente des Lesen-Schreibens und des Rechnens zu vermitteln. Ausgangspunkt der heilpädagogischen Therapie ist die intensive tägliche Einprägung der Buchstaben und der Ziffern bzw. Mengen.

## Biologisches Prinzip
Helds Ansatz beruht auf der Erkenntnis, dass die Einzelbuchstaben und die Ziffern bzw. Mengen in unterschiedlichen Bereichen des Gehirns gespeichert werden. Buchstabe und Ziffer gehören nicht zum selben Wahrnehmungsbereich und werden getrennt voneinander verarbeitet. Held geht davon aus, dass das Gehirn eine Vielfalt von Aufgaben nur dadurch lösen kann, indem es bestimmte Hirnbereiche auf bestimmte Funktionen spezialisiert, da nur Aufgabenteilung Höchstleistung ermöglicht.
Die Funktionen des Lese-Schreibens sind selbständig und haben nichts mit der Funktion des Sprechens zu tun. Held zufolge verfügen Menschen, die Legasthenie haben, oft über einen großen Wortschatz und können sich gut ausdrücken. Das Lese-Schreib-Zentrum befindet sich mit dem Sprachzentrum in einer Hirnhälfte, bei einem Rechtshänder in der linken Hälfte und bei einem Linkshänder in der rechten. Das linksseitige Lese-Schreib-Zentrum bildet mit der rechten Hand eine Funktionseinheit und das rechtsseitige Lese-Schreib-Zentrum mit der linken. Bei Linkshändern, die zum Schreiben mit der rechten Hand gezwungen wurden, wird diese Schaltung erheblich blockiert und damit das Lese-Schreib-Zentrum in seiner Funktion im Sinne einer Legasthenie behindert.
Die biologische Unreife der Areale, die für das Lesen, Schreiben bzw. Rechnen zuständig sind, kann zu Funktionsstörungen führen.

## Ursachen einer Reifungsverzögerung nach Fritz Held
Eine Reifungsverzögerung kann im Rahmen einer allgemeinen psychischen Entwicklungsstörung bei so genannten Spätentwicklern entstehen. Bei ihnen haben sich auch andere Funktionen verzögert entwickelt, z. B. Motorik (spät laufen gelernt, schlechte Turner, Bastler oder Zeichner), das Sprechen (spät sprechen gelernt, Stammelreste, mangelhafte Satzbildung) und die soziale Reife (verlängerte Rockzipfelphase, verspätete Trotzphase, mangelnde Gemeinschaftsfähigkeit, mangelnde Schulreife).
- Bei diesen Kindern findet man Legasthenie eingebettet in eine allgemeine Unreife. Dazu gehören Kinder, bei denen eine Legasthenie auftritt, weil sie vorzeitig eingeschult wurden oder bei der regulären Einschulung trotz Größe, Alter und Intelligenz psychisch noch nicht schulreif waren. Dieses Risiko besteht insbesondere bei Kindern die im April, Mai, Juni und Juli geboren sind, die bei den Einschulungen im September häufig psychisch noch nicht schulreif sind. Das wird bei den üblichen Schulreifeprüfungen oft nicht erkannt, weil diese Tests weniger die Reife als vielmehr die Intelligenz messen. Intelligente Kinder bestehen diesen Test auch, wenn sie noch nicht schulreif sind.
- Eine Reifungsverzögerung des Lese-Schreibzentrums kann aber auch bei sonst normaler psychischer Reife isoliert entstehen. Bei diesen Kindern handelt es sich um eine isolierte Reifeverzögerung nur eines Hirnareals.
- Es gibt jedoch auch Kinder, bei denen die Reifungsverzögerung weder das ganze Gehirn noch das einzelne Hirnareal betrifft, sondern eine Hirnhälfte. Bei diesen Legasthenikern findet man in der Vorgeschichte häufig auch eine Entwicklungsverzögerung des Sprechens (da Lese-Schreibzentrum und Sprachzentrum in derselben Hirnhälfte liegen) sowie eine vorübergehende Linkshändigkeit, die jedoch hier nicht anlagebedingt ist, sondern Ausdruck einer Verzögerung des so genannten Dominanzwechsels der beiden Hirnhälften. Normalerweise dominiert zunächst die rechte Hirnhälfte, bis es dann mit der Entwicklung des Sprechens zur Dominanz der linken kommt. Kinder mit verzögertem Dominanzwechsel bleiben oft jahrelang partielle Linkshänder.

Diesen drei Entstehungsursachen der Legasthenie ist gemeinsam, dass sie alle sowohl anlagebedingt als auch erworben sein können. Bei den anlagebedingten Entwicklungsverzögerungen des Lese-Schreibzentrums finden wir Legasthenie auch bei den Eltern oder bei den Geschwistern. Bei den erworbenen Entwicklungsverzögerungen des Lese-Schreibzentrums finden wir in der Vorgeschichte vorübergehende Reifungsbremsen, die in früher Kindheit auftraten. Diese haben dann entweder das ganze Gehirn oder nur eine Hirnhälfte oder nur den Bereich eines Hirnzentrums betroffen, ohne jedoch Hirnzellen zu zerstören und eine Intelligenzschädigung zu hinterlassen.
Mögliche Reifebremsen: Frühgeburt, Mangelgeburt, Ernährungsstörungen im Säuglingsalter, schwere Krankheiten.

## Ganzwortmethode und Legasthenie
Das Grundprinzip der Ordnung und der Reihenfolge ist der Ausgangspunkt der Crealern-Methode. Das bedeutet, dass am Anfang nicht die Endfunktionen des Lesens, Schreibens und Rechnens stehen dürfen, sondern dass am Anfang die Kinder intensiv mit den elementaren Grundinformationen gefüttert werden müssen, damit diese verknüpft, gespeichert und eingeprägt werden können. Das sind beim Lesen und Schreiben die Einzelbuchstaben. Erst nach der Speicherung dieser Grundelemente kann das Erkennen und Schreiben von Worten funktionieren. Beim Rechnen ist das die elementare Ziffernreihe, die über die Verknüpfung mit den entsprechenden Mengen codiert werden muss. Dann erst kann das differenzierte Rechnen funktionieren.
Das Alphabet spielt für das Lesen und Schreiben die gleiche elementare Rolle wie die Ziffernreihe für das Rechnen. Wird im Erstunterricht gleich mit der Ganzwortmethode gearbeitet statt mit Einzelbuchstaben, kann es Held zufolge zu einer Funktionsstörung kommen.
Nur das optimal reife und funktionstüchtige Lese-Schreibzentrum kann eine programmwidrige Fütterung mit Ganzworten korrigieren, indem es aus den Ganzworten von vornherein den Einzelbuchstaben erfasst und speichert. Das Lese-Schreibzentrum, das aus genannten Gründen in seiner Reifung und Funktionstüchtigkeit beeinträchtigt wurde, ist zu dieser Sonderleistung nicht fähig: das Ganzwort wird als Einzelelement verkannt.
Dies ist der Grund, warum für Legastheniker sowohl beim Schreiben als auch beim Lesen gewissermaßen nur der „Umriss“ des Wortes maßgebend ist, nicht aber mit welchen und mit wie vielen Buchstaben es im Detail geschrieben wird.
Wird jedoch das legasthenische Lese-Schreibzentrum von vornherein nach der Buchstabenmethode gefüttert, so ist dies bereits die Therapie der Legasthenie. Diese programmierungsgerechte Fütterung des Lese-Schreibzentrums reicht oft schon aus, um eine Fehlprogrammierung des Lese-Schreibzentrums zu verhindern und seine Nachreifung bis zur vollen Funktionstüchtigkeit zu erreichen. Das ist das Grundprinzip der Crealern-Methode.

## Therapie des funktionsgestörten Lese-Schreibzentrums
Die Crealern-Methode geht von der heilpädagogischen Therapie Helds aus. Hier wird das entwicklungsverzögerte (retardierte) und funktionsgestörte Hirnzentrum von der Peripherie her durch gezieltes Trainieren seiner Funktion wieder funktionstüchtig gemacht, wodurch gleichzeitig seine Nachreifung mobilisiert wird.
Da es sich bei der Legasthenie um eine Störung der elementaren Grundfunktionen des Lese-Schreibzentrum handelt, treten die daraus entstehenden Rechtschreib-und/oder Lesefehler unabhängig vom Alter auf und sehen bei 14-jährigen Gymnasiasten nicht anders aus als bei 8-jährigen Grundschülern. Daraus wird verständlich, dass auch das Training dieser gestörten Grundfunktionen unabhängig vom Alter immer dasselbe sein muss.
Bei der Legastheniebehandlung nach Held gilt das Prinzip jeden Trainings: die einfachen Grundübungen, die zum Aufbau einer differenzierten Leistung erforderlich sind, müssen über einen langen Zeitraum in absoluter Regelmäßigkeit wiederholt werden ohne zu lange Intervalle (biologisch wirksamer Rhythmus) aber auch ohne Übertreibung. Überforderung sollte vermieden werden.
Ausgangspunkt der Crealern-Methode ist die Fütterung des Lese-Schreibzentrums mit Buchstaben über verschiedene Zugangswege. Das geschieht über Auge, Ohr, Tastsinn und über die Motorik der Schreibhand. Nach Helds Angaben und in der Anwendung der Crealern-Methode hat es sich gezeigt, dass die Fütterung und damit die Trainingswirkung umso intensiver ist, wenn möglichst viele dieser Zugangswege gleichzeitig benutzt werden. Und es hat sich schließlich herausgestellt, dass mit dieser Methodik des Trainings der Grundfunktionen nicht nur das Rechtschreiben, sondern auch das Lesen trainiert wird.

## Methoden
Die von Held entwickelte Therapie der Legasthenie beruht auf dem dargestellten Speicherungsprinzip und hat zum Ziel, die falsch oder mangelhaft gespeicherten elementaren Daten (Buchstaben) für das Lesen-Schreiben einzufüttern.
Wichtiger Bestandteil der Therapie ist die Schreibmaschinen- oder Computerübung, die für die tägliche Einzelbehandlung zu Hause geeignet ist. Dies ist eine audio-visuell-motorische Methode, bei der das Lese-Schreib-Zentrum unter möglichst gleichzeitiger Benutzung möglichst vieler Zugangswege (Auge, Ohr, Motorik, Tastsinn) mit Einzelbuchstaben gefüttert wird. Im Gegensatz zu pädagogischen Behandlungsmethoden wird nicht das Lesen und Schreiben als Endfunktion trainiert, sondern es werden die elementaren Grundinformationen für das Lesen-Schreiben programmiert und gespeichert. Da es sich bei diesem Speicherungsprozess um einen molekularbiologischen Vorgang handelt, spielen der Zeitfaktor und das Prinzip der ständigen Wiederholung (biologisches Lernprinzip) eine wichtige Rolle.
Es handelt sich bei der Legasthenie-Therapie von Held nicht um ein Training nach pädagogischen Gesichtspunkten, sondern um eine Behandlung nach hirnphysiologischen und sinnesphysiologischen Gesichtspunkten. Bei dieser Therapie geht es nicht um ein stufenweises Training, das zur nächsten Stufe aufbaut, wenn die vorhergehende Stufe beherrscht wird, sondern um eine ständige Wiederholung immer derselben elementaren Informationen, bis diese buchstäblich in Fleisch und Blut übergehen, d. h. molekularbiologisch gespeichert werden.
Die Crealern-Methode beinhaltet vor allem die heilpädagogische Spieltherapie. Die Kinder prägen sich im spielerischen Umgang mit Buchstaben bzw. Ziffern und Mengen die Grundelemente des Lesen-Schreibens bzw. Rechnens ein. Das geschieht über die verschiedenen Sinnesorgane. Buchstaben (aus Holz, Karton oder Moosgummi) müssen z. B. erfühlt und erraten werden und Mengen mit den Fingern abgezählt werden. Diese Übungen müssen jeden Tag konsequent mindestens 20 Minuten lang gemacht werden.

## Legasthenie und Schule
Legastheniker brauchen ständige verbale Ermutigung und der Abbau von Ängsten, vor allem im Zusammenhang mit der Schule, ist ein wichtiger Teil der Therapie. Lehrern stehen hierbei eine Anzahl Möglichkeiten zur Verfügung.
- Eine freiwillige Klassenwiederholung wirkt sich bei Legasthenikern aus verschiedenen Gründen günstig aus: sie kann den Reiferückstand ausgleichen; dadurch können Erfolgserlebnisse eintreten, die wieder Auftrieb geben; durch eine Wiederholung können Zeit und Energie gewonnen werden, die zur Überwindung der Legasthenie benutzt werden können; und schließlich wird durch die Wiederholung z. B. der 4. Klasse die Begegnung mit der ersten Fremdsprache als Risikofaktor um ein Jahr verschoben, mit der Aussicht, die Legasthenie bei intensiver Behandlung bis dahin ausreichend überwunden zu haben.

- Wenn bei Legasthenikern auch in den höheren Grundschulklassen in den Halbjahreszeugnissen die Gesamtnote in Deutsch in Teilnoten für Lesen, Aufsatz und Sprachlehre aufgeschlüsselt wird, wird ihm das entmutigende Trauma einer mangelhaften Deutschnote erspart. Oft sind seine Leistungen in den Teilgebieten wesentlich besser als beim Rechtschreiben. Die Beurteilung im Rechtschreiben sollte ersetzt werden durch den Vermerk „Legasthenie, die z.Z. behandelt wird.“

- Eine weitere ständige Traumatisierung für Legastheniker sind die mangelhaften Noten in den ungeübten Diktaten. Auch dies kann ihm auf verschiedene Weise erspart werden: Verzicht auf Benotung der Fehlerzahl; für die Legastheniker der Klasse anstelle des Diktates Sonderaufgaben in Form von vorgedruckten Lückentexten, in denen nur Buchstaben oder Silben einzufügen sind; oder in Form von Texten, in denen verschiedene Buchstaben gesucht und (mit verschiedenen Farben) angestrichen werden müssen. Das erspart  Legasthenikern nicht nur das Erlebnis des Versagens, sondern hat darüber hinaus einen wesentlich größeren Übungswert für ihn als das herkömmliche Diktat.

- Wichtiger Bestandteil der Therapie ist, dass bei Legasthenikern jede Besserungstendenz zum Anlass für eine Ermutigung genommen wird, sei sie noch so relativ. Wenn jemand mit Legasthenie früher über 20 Fehler im Diktat gemacht hat und jetzt nur noch 10 Fehler macht, dann ist das im Behandlungsverlauf einer Legasthenie ein wesentlicher Fortschritt, der jedoch mit einer rein formalen Benotung wieder rückgängig gemacht wird, wenn er für beide Fehlerzahlen gleichermaßen die Note 6 bekommt. Das hat Entmutigung und Resignation zur Folge.

- Eignungsmaßstab für eine weiterführende Schule sollte beim Legastheniker nicht die Durchschnittsnote sein, die durch die mangelhaften Leistungen in Deutsch erheblich gedrückt wird und ein falsches Bild gibt. Es sollte entweder die Durchschnittsnote unter Aussparung der Deutschnote oder aber der testpsychologisch bestimmte Intelligenzgrad (hier müssen alle Faktoren, die die Intelligenz hemmen könnten – Retardierung, Angst, Depression, Abwehr etc. – ausgeschlossen werden) als Maßstab gelten.

- Das so genannte Probehalbjahr in den weiterführenden Schulen sollte für Legastheniker in Anbetracht ihrer legastheniebedingten Beeinträchtigungen auch in den anderen Schulfächern auf ein ganzes Jahr erweitert werden. Auch die Fachlehrer der weiterführenden Schulen sollten über die Legasthenie und ihre Auswirkungen informiert werden.

## Behandlungsverlauf
Erfahrungen mit der Crealern-Methode haben gezeigt, dass – insofern sie konsequent durchgesetzt wird – Legastheniker zur Überwindung ihrer Legasthenie mindestens 1 Jahr brauchen.
Beschleunigend und fördernd auf den Behandlungsverlauf wirken weiterhin Früherkennung, eine normale Intelligenz und ein intaktes familiäres Milieu. Eine Spätmanifestation der Legasthenie, ihre Spätbehandlung und ihre Ausdehnung auf die Fremdsprachen verzögern den Behandlungsverlauf.
Eine Legasthenie, die in Deutsch bereits überwunden war, kann bei der ersten Fremdsprache wieder auftreten und kann dann entweder nur auf diese Sprache beschränkt bleiben oder sich rückwirkend auch wieder auf die deutsche Rechtschreibung übertragen.

## Kritik
Eine systematische Überprüfung sowie einen methodischen korrekten Nachweis der Effektivität dieser Methode gibt es nicht. Trotzdem folgten zum Beispiel in der Schweiz alle neu herausgegebenen Fibeln von 1947 bis 1979 der «Ganzheitsmethode».
Bei der Ganzheitsmethode («Analytische Methode») wurden jedoch die kritischen Punkte des Lesenlernens übersehen. Es sind dies das visuelle Unterteilen von gedruckten Wörtern in die einzelnen Buchstabenzeichen, das Benennen derselben mit den zugeordneten Lauten, dann das mit einem Atemzug sprechende Verbinden der nacheinander gedruckten Buchstaben. Weil das Gedruckte der Fibeln von den Unterrichtenden vorgesprochen werden muss, gibt es Kinder, die recht rasch das Vorgesprochene wiederholen können, ohne auf das Blatt mit dem Text schauen zu müssen und ohne aufgegliedert zu haben. Das täuscht Lesen können vor. Diese Kinder erreichen ohne weiteres die 4. Klasse, wo dann festgestellt wird, dass ihnen das Entziffern von unbekannten Wörtern fehlt. Ihre schwache Leseleistung führt dann dazu, dass diese Kinder als «Legastheniker» etikettiert werden.